# Jean Vaquié
Jean Vaquié (Bordeaux, 1911 – Lione, 30 dicembre 1992) è stato un saggista francese, fu autore cattolico tradizionalista, vicino alla scuola antiliberale (Sillabo di Pio IX, Revue internationale des sociétés secrètes di Mons. Jouin) e al provvidenzialismo (Marchese de la Franquerie).

## Biografia
Tra i suoi principali temi di discussione vi furono la rivoluzione, gnosi, la riforma liturgica e la sovversione nella Chiesa.
Fu legato da una profonda amicizia con Léon de Poncins, fino alla morte di quest'ultimo nel 1975.
Nel 1947 pubblica - sotto lo pseudonimo di Jean Gonthier - una raccolta di testi mistici, intitolata Maledizioni e Benedizioni, ristampata in seguito due volte.
Vaquié ha pubblicato principalmente nei Cahiers Augustin Barruel ed in seguito sulle Éditions de Chiré ed anche su Lecture et Tradition.
Vaquié è conosciuto per aver scritto La Bataille préliminaire nel novembre 1989, che è un manifesto di chiara strategia contro-rivoluzionaria, in aggiunta a Réflexions sur les ennemis et la manœuvre (in: Lecture et Tradition, nº 126).

## Opere
Se non diversamente indicato, Jean Vaquié è unico autore delle opere elencate di seguito.
- Jean Vaquié (préf. Léon de Poncins), La Révolution liturgique, Diffusion de la pensée Française, 1971
- Abrégé de démonologie, Éditions Sainte Jeanne d'Arc, 1982
- Bénédictions et Malédictions : Prophéties de la révélation privée, Dominique Martin Morin, 1987
- Cahiers de Jean Vaquié, virgo-maria.org